# 耆英
耆英（轉寫：kiing，1787年3月21日—1858年6月29日），爱新觉罗氏，字介春，正蓝旗人，清朝後期宗室、官員、外交家，努爾哈赤之二弟穆爾哈齊的後人，官至两广总督。鸦片战争期间多次任钦差大臣代表清廷与英国和谈，后因谈判失利而被咸豐帝赐死。

## 經歷
宗室祿康繼嗣子。以荫生授宗人府主事。
1838年，任盛京将军。

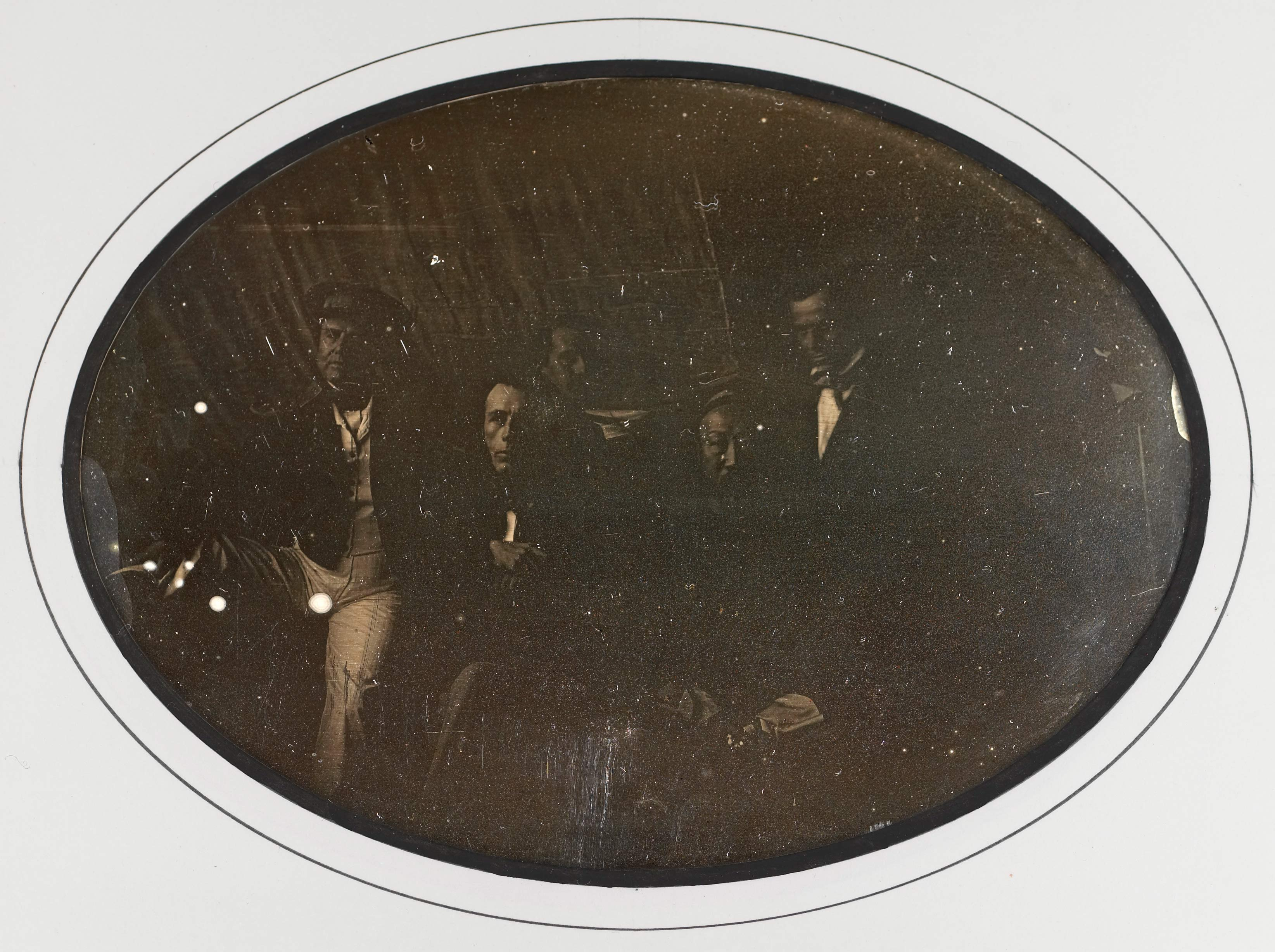
1844年10月24日，拉萼尼（左二）和兩廣總督耆英（右二）代表双方簽署《黃埔条约》（摄影师：于勒·埃及爾（右一））

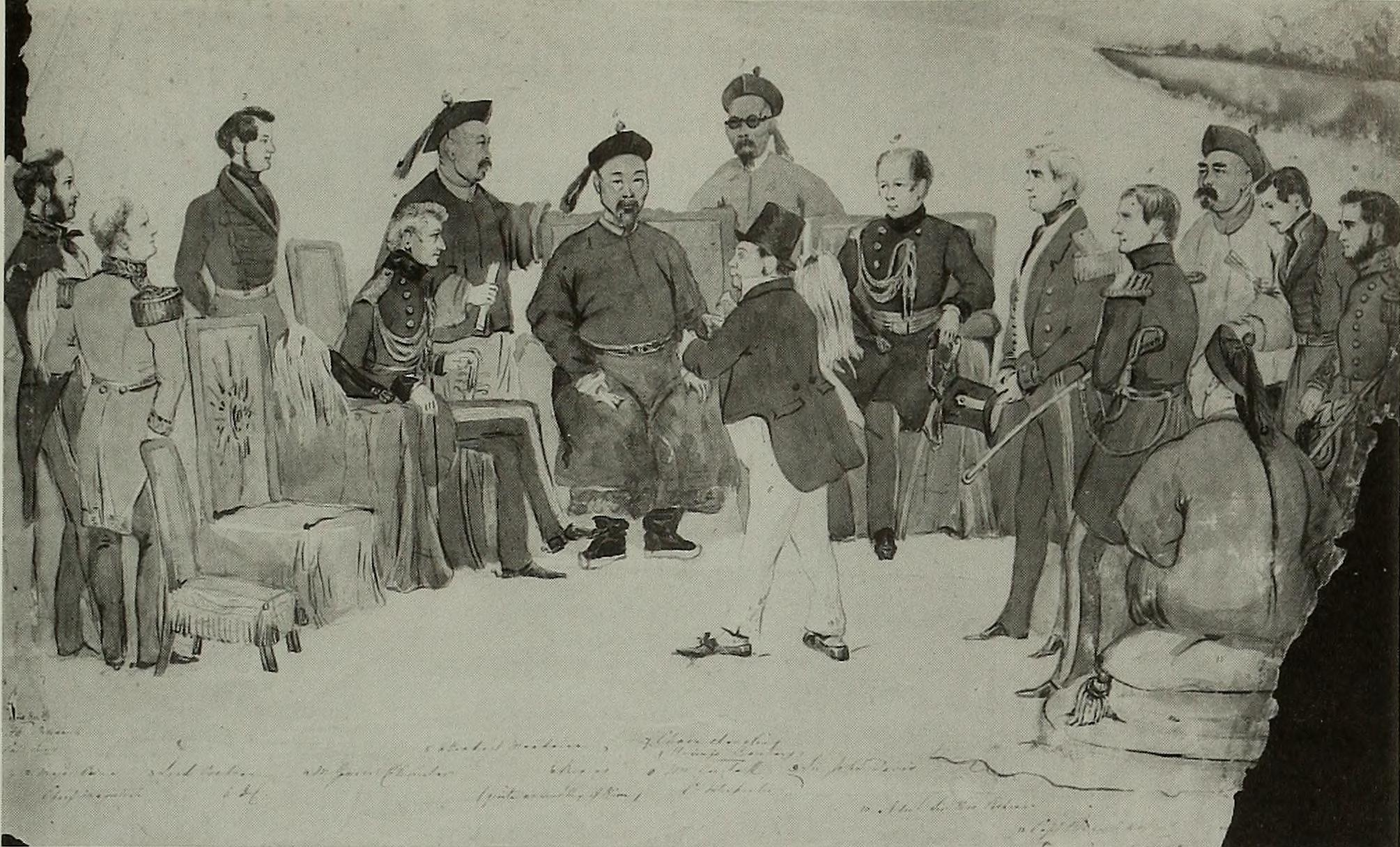
1845年英方接待清廷代表耆英（左六）

1842年3月奕经在浙江战败，清政府命耆英署理杭州将军。4月，他被任命为钦差大臣，同伊里布一起赴浙江向英军求和。8月，英军闯入南京下关长江江面，耆英同伊里布赶奔南京，跟英国代表砵甸乍谈判，签订了中英《南京条约》。
1843年，耆英再任钦差大臣，与英国签订《中英五口通商章程》和《虎门条约》。
1844年，耆英任两广总督兼办通商事务，与美国签订了《望厦条约》，与法国签订了《黄埔条约》，与瑞典签署了《中瑞广州条约》。
1858年第二次鸦片战争期间，耆英被派赴天津协助桂良与英法联军交涉，由于英军在占领广州期间查获两广总督衙门大量档案文件，发现耆英在上报朝廷时对英国言辞不恭，因此拒绝与其交谈。桂良请耆英回京，咸丰帝大怒，下狱议罪，拟绞监候，肃顺上疏立即正法，咸丰帝赐其自尽。嫡妻瓜爾佳氏，將軍觀明之女、继妻博爾濟吉特氏，吉拉敏之女。

## 世系
- 太祖清顯祖塔克世
- 烈祖诚毅勇壮贝勒穆尔哈齐
- 天祖辅国公祜世塔（1615-1663）

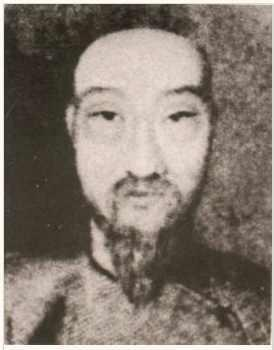
耆英，1844年于勒·埃及爾摄

- 高祖父越龄（1653-1700）辅国公祜世塔七子。
- 曾祖父宗学副管常祥保（1694-1756）。
- 祖父京畿道監察御史、头品顶戴炳文(1730-1812)。祖母宜特墨氏。
- 父廣西道監察御史宗室祿豐。母伊爾根覺羅氏。
- 养父东阁大学士祿康。
- 妻瓜爾佳氏，其父镶黄旗满洲、嘉庆朝盛京將軍觀明。
- 子
  - 宗室庆锡，馬蘭鎮總兵兼管內務府大臣。孙宗室德昌，妻杨佳氏（父内务府镶黄旗汉军继振，堂伯道光二十五年乙巳科进士宜振，祖父道光己丑科進士、浙江嘉興府知府鍾裕）。
  - 宗室庆贤，宗人府理事、二等侍衛班領。孙宗室德本，鴻胪寺少卿；孙宗室德祜（1870-1911），陝西鳳翔府知府，辛亥时与两幼子皆殉难，其妻佟佳氏（父镶黄旗满洲、同治五年署西安将军穆隆阿；胞姊佟佳氏嫁同治六年丁卯科舉人、度支部尚書宗室溥頲，其祖父户部尚書奕紀 (清朝宗室)）。曾孙光緒十八年（1892年）壬辰科进士宗室長紹。

## 以他命名的事物
- 耆英號，一艘中國帆船，曾創下中國帆船航海最遠的紀錄

## 延伸阅读
[在维基数据编辑]
 《清史稿/卷370》，出自趙爾巽《清史稿》
 《清史稿/卷370》
 在维基共享资源阅览影像

## 外部連結
- 香港艺术馆藏画 （页面存档备份，存于）：香港總督德庇時與耆英會面圖

| 官衔          | 官衔                                                                            | 官衔            |
| ------------- | ------------------------------------------------------------------------------- | --------------- |
| 前任： 祁𡎴   | 兩廣總督 任職期間：1844年3月19日－1848年7月4日                                  | 繼任： 徐廣縉   |
| 前任： 穆彰阿 | 吏部滿尚書 道光十六年七月庚子－道光十六年九月己酉 1836年8月30日 - 1836年11月7日 | 繼任： 宗室奕經 |